# マリア・フロロワ
マリア・フロロワ（ロシア語: Фролова, Мария Юрьевна、ラテン文字転写: Maria Frolova、1986年11月1日 - ）は、ロシアの女子バレーボール選手。ポジションはアウトサイドヒッター。ロシア代表。表記の揺れでマリーア・フロロワと記されることもある。

## 来歴
- クラブチーム

オレンブルク出身。2002年、Ufimochka-UGNTUに入団し9年間プレーした。2011/12シーズンはYenisey Krasnoyarskへ移籍し2年間プレーした。2013/14シーズンはディナモ・カザンと契約し、ロシアスーパーリーグで優勝、欧州チャンピオンズリーグで金メダルを獲得した。その後、産休によるブランクを経て、2015/16シーズンに再びYenisey Krasnoyarskに移籍し、復帰初年度のリーグではベストレシーバー部門でトップの活躍をみせた。また、2016/17シーズンのロシアスーパーリーグではチームを過去最高の3位へ導いた。2019/20シーズンはLeningradka Saint Petersburgでプレーすることが発表され、スーパーリーグでは8位となった。2020/21シーズンは再びYenisey Krasnoyarskへ加入し、主将を務める。2022/23シーズンのロシアスーパーリーグではベストレシーバー部門でトップの活躍をみせた。
- 代表チーム

アンダーカテゴリーの代表として2004年、ジュニアの欧州選手権に出場。2017年、ロシア代表に初選出され、同年のワールドグランプリ、グラチャンに出場した。

## 球歴
- グラチャン - 2017年
- 欧州選手権 - 2017年
- ワールドグランプリ - 2017年

## 所属クラブ
- Ufimochka-UGNTU（2002-2011年）
- Yenisey Krasnoyarsk（2011-2013年）
- ディナモ・カザン（2013-2014年）
- Yenisey Krasnoyarsk（2015-2019年）
- Leningradka Saint Petersburg（2019-2020年）
- Yenisey Krasnoyarsk（2020-）